# Ștefan Burghiu
Ștefan Burghiu est un footballeur international moldave né le 28 mars 1991 à Zăicani en Moldavie. Il évolue actuellement au poste de défenseur central au Zimbru Chișinău.

## Carrière
Ștefan Burghiu commence sa carrière professionnelle lors de la saison 2010-2011 avec le Nistru Otaci. En 2013, il est transféré au Zimbru Chișinău.
Le 17 janvier 2014, il honore sa première sélection en équipe de Moldavie lors d'un match amical contre la Suède (défaite 2-1). Il totalise cinq sélections.

## Palmarès
- Vainqueur de la Coupe de Moldavie et la Supercoupe de Moldavie en 2014 avec le Zimbru Chișinău.